# Кетуну (Берчень, Прахова)
Кетуну (рум. Cătunu) — село у повіті Прахова в Румунії. Входить до складу комуни Берчень.
Село розташоване на відстані 51 км на північ від Бухареста, 9 км на південний схід від Плоєшті, 93 км на південний схід від Брашова.

## Населення
За даними перепису населення 2002 року у селі проживали 760 осіб, усі — румуни. Усі жителі села рідною мовою назвали румунську.